# Hugo I, Duque da Borgonha
Hugo I (1057 – Cluny, 29 de agosto de 1093) foi duque da Borgonha entre 1076 e 1079.
Herdou o ducado do seu avô, depois da morte prematura do seu pai, fazendo-se proclamar em Dijon.
Filho de Henrique da Borgonha, neto do duque Roberto I e irmão de Henrique de Borgonha, Conde de Portugal. Em 1075 casou com Sibila de Nevers (1058-1078), filha do conde Guilherme I de Nevers, mas não se lhes conhecem descendentes.
Participou, com Sancho Ramires de Aragão, numa breve campanha contra os mouros na Península Ibérica.
As crónicas elogiam a sua justiça e firmeza com os seus súbditos.
Hugo abdicou pouco depois para o seu irmão Odo e retirou-se para um mosteiro. Tomou os votos de monge e mais tarde tornou-se o prior da Ordem Beneditina em Cluny.